# З нудьги
«З нудьги» (рос. «Скуки ради») — український радянський художній фільм 1967 року режисера Артура Войтецького, знятий за мотивами однойменного оповідання Максима Горького.
Займає 65-67-у позицію у списку 100 найкращих фільмів в історії українського кіно.

## Сюжет
Щиро заздрили жителі однієї зі станцій людям, що проїздили поруч. На станції куховаркою працювала Арина, років сорок, негарна, брудна, обірвана, кульгава. Жила Арина самотньо. Але одного разу зайшов до неї на кухню стрілочник Гомозов, теж самотня людина, що втратив недавно сім'ю, і попросив пошити йому кілька сорочок. А потім запросив зайти до нього ввечері чайку попити, поговорити з нудьги. Пішла від нього Арина вже на світанку. Так вони і зажили, ховаючи від усіх своє життя.
Про їх взаємини дізналися мешканці станції і для розваги вирішили влаштувати весілля...

## У ролях
- Майя Булгакова —  Аріна
- Всеволод Санаєв —  Гомозов
- Людмила Шагалова —  Софія Іванівна
- Юрій Мажуга —  Матвій Єгорович
- Віктор Сергачов —  Микола Петрович
- Євген Шутов —  Лука
- Володимир Дорофєєв —  Ягідка
- Андрій Макін —  Андрюша
- В. Гурин
- Валерій Мотренко
- Людмила Алфімова
- Лев Перфілов
- Олеся Іванова —  Марія
- Леонід Чініджанц —  пасажир поїзда

## Творча група
- Режисер-постановник: Артур Войтецький
- Сценаристи: Артур Войтецький, Юрій Іллєнко, Юрій Пархоменко, Євген Хринюк
- Оператор-постановник: Валерій Башкатов
- Художники-постановники: Олексій Бобровников, Олександр Кудря
- Режисер: Григорій Зільберман
- Оператор: М. Бердичевський
- Звукооператор: Рива Бісновата
- Композитор: Ігор Ключарьов
- Художник по костюмах: Ядвіга Добровольська
- Художник-гример: Олексій Матвєєв
- Редактор: Рената Король
- Режисер монтажу: І. Карпенко
- Асистенти оператора: Віктор Атаманенко, В. Гапчук
- Директор картини: Яків Забутий